# Абессомалия

Государства Африканского Рога

Абессома́лия — природная страна на востоке Африки, главным образом в Эфиопии, Сомали и Джибути.
Страна объединяет Эфиопское нагорье, полуостров Сомали и впадину Афар.
Для страны характерны сильная тектоническая раздробленность, значительная расчленённость рельефа, обнаружения высотной поясности и связанное с этим многообразие ландшафтов (пустыни, полупустыни, саванны, влажные тропические леса, высокогорные кустарники).